# Римский договор
Римский договор — международный договор, подписанный в 1957 году ФРГ, Францией, Италией, Бельгией, Нидерландами и Люксембургом о ликвидации всех преград на пути свободного передвижения людей, товаров, услуг и капитала.

## Описание
Римский договор 1957 года стал документом, заложившим основу для Европейского экономического сообщества. Кроме того, 25 марта 1957 года теми же государствами был подписан ещё один Римский договор, заложивший основу функционирования Европейского сообщества по атомной энергии.
В современном виде Римский договор состоит из 6 частей (314 статей). В первой части установлены принципы функционирования Европейского сообщества; вторая часть регулирует вопросы гражданства; третья — определяет основные направления политики сообщества (напр. Европейский парламент, Совет министров Европейского союза, Европейская комиссия, Европейская счётная палата, Европейский социально-экономический комитет, Комитет регионов, Европейский инвестиционный банк); четвёртая часть регулирует вопросы ассоциации с другими странами и территориями; пятая часть определяет институты сообщества; шестая часть включает общие и заключительные положения.
Последние изменения в Римский договор были внесены Лиссабонским договором (официальное название — «Лиссабонский договор о внесении изменений в Договор о Европейском союзе и Договор об учреждении Европейского сообщества»), который вступил в силу в 2009 году.
| Кто подписывал Римский договор       | Страна     |
| ------------------------------------ | ---------- |
| Поль-Анри Спаак · Жан-Шарль Сной     | Бельгия    |
| Конрад Аденауэр · Вальтер Халльштайн | ФРГ        |
| Кристиан Пино · Морис Фор            | Франция    |
| Антонио Сеньи · Гаэтано Мартино      | Италия     |
| Жозеф Беш · Ламбер Шо                | Люксембург |
| Йозеф Лунс · Дж. Линторст Хоман      | Нидерланды |

## История документа
Созданию ЕЭС предшествовало образование в 1951 г. Европейского объединения угля и стали, положившего начало процессам интеграции в Западной Европе. Решение о подготовке договора, предусматривающего расширение сферы экономической интеграции, было принято в июне 1955 г. в Мессине министрами иностранных дел 6 государств — учредителей ЕЭС (ФРГ, Франции, Италии, Бельгии, Нидерландов и Люксембурга). Подготовка договора велась Комитетом экспертов, получившим название «Комитет Спаака» по имени его председателя. Переговоры о подписании договора проходили в Брюсселе с июня 1956 г.
Договор об учреждении ЕЭС был подписан в Риме (Римский договор) 25 марта 1957 г. и официально вступил в силу 1 января 1958 г. (одновременно с договором о создании «Евратома») после его ратификации парламентами всех шести стран учредителей.